# Bruno Bianchi
Bruno Félix Bianchi Massey (San Nicolás, Provincia de Buenos Aires, Argentina; 17 de febrero de 1989) es un futbolista argentino. Juega como marcador central y su primer equipo fue Estudiantes de La Plata. Actualmente milita en Douglas Haig de Pergamino del Torneo Federal A.

## Trayectoria

### Inicios y el Pincha
Comenzó su carrera en las divisiones menores de Estudiantes de La Plata. Se mantuvo en el equipo pincharrata hasta el 2007, aunque no llegó a debutar oficialmente. 

### Universidad San Martin de Porres
Al año siguiente fichó por la Universidad San Martín de Porres, equipo con el que obtendría el Campeonato Descentralizado 2008, logrando así clasificar a la Copa Libertadores 2009.

### Palestino y pequeño paso por Europa
Luego jugó por el Palestino de Chile y por el Lemona de la Segunda División B de España.

### Douglas Haig
En la temporada 2010/11, regresó a su país para jugar en Douglas Haig de Pergamino en el Torneo Argentino A, liga correspondiente a la tercera división del fútbol argentino. En la temporada 2011/12 logró el ascenso a Primera B Nacional con el equipo rojinegro.

### Union de Santa Fe
A mediados de 2012 se incorporó a Unión de Santa Fe a préstamo por un año, con una opción de compra a favor del club santafesino por el 50% de su pase.

### Atlético Tucuman y pequeño paso por Newell's
Luego de su paso por el equipo santafesino, a mediados de 2013 se incorpora a Atlético Tucumán. Contra Aldosivi convierte su primer gol en el conjunto tucumano. Contra Chacarita convierte el segundo gol de su equipo a 4 minutos del final. 
En la temporada 2014 el "Decano" se hace dueño del 50% del pase y firma su contrato por dos temporadas más, en el 2015 logró el ascenso a Primera División.
En 2017 fue cedido a préstamo a Newell's Old Boys. Allí se mantuvo durante una temporada y luego de que Lepra no hiciera uso de la opción de compra, regresó a Atlético Tucumán.

### Colon
El 30 de enero de 2020 se iria cedido a Colon de Santa Fe.

### Vuelta al Decano y paso por Independiente Rivadavia
Bruno volvió al Decano el 7 de febrero de 2022, dos años más tarde se iria cedido nuevamente al Independiente Rivadavia el 11 de enero de 2024.

### Douglas Haig
Bianchi fue fichado el 15 de enero de 2025 a Douglas Haig, realizando su segunda etapa en el club.

## Estadísticas
- Actualizado al 10 de agosto de 2025

| Club                        | Div.                | Temporada           | Liga  | Liga  | Copa nacional | Copa nacional | Copa internacional | Copa internacional | Total | Total |
| Club                        | Div.                | Temporada           | Part. | Goles | Part.         | Goles         | Part.              | Goles              | Part. | Goles |
| --------------------------- | ------------------- | ------------------- | ----- | ----- | ------------- | ------------- | ------------------ | ------------------ | ----- | ----- |
| USMP · Perú                 | 1.ª                 | 2008                | 16    | 0     | -             | -             | 6                  | 0                  | 22    | 0     |
| USMP · Perú                 | Total               | Total               | 16    | 0     | -             | -             | 6                  | 0                  | 22    | 0     |
| Palestino · Chile           | 1.ª                 | 2009                | 10    | 0     | -             | -             | -                  | -                  | 10    | 0     |
| Palestino · Chile           | Total               | Total               | 10    | 0     | -             | -             | -                  | -                  | 10    | 0     |
| Lemona · España             | 3.ª                 | 2009/10             | 6     | 0     | -             | -             | -                  | -                  | 6     | 0     |
| Lemona · España             | Total               | Total               | 6     | 0     | -             | -             | -                  | -                  | 6     | 0     |
| Douglas Haig Argentina      | 3.ª                 | 2010/11             | ?     | 3     | -             | -             | -                  | -                  | ?     | 3     |
| Douglas Haig Argentina      | 3.ª                 | 2011/12             | ?     | 0     | -             | -             | -                  | -                  | ?     | 0     |
| Douglas Haig Argentina      | 3.ª                 | 2025                | 20    | 0     | -             | -             | -                  | -                  | 20    | 0     |
| Douglas Haig Argentina      | Total               | Total               | 87    | 3     | -             | -             | -                  | -                  | 87    | 3     |
| Unión Argentina             | 1.ª                 | 2012/13             | 19    | 2     | 0             | 0             | -                  | -                  | 19    | 2     |
| Unión Argentina             | Total               | Total               | 19    | 2     | 0             | 0             | -                  | -                  | 19    | 2     |
| Atlético Tucumán Argentina  | 2.ª                 | 2013/14             | 36    | 1     | -             | -             | -                  | -                  | 36    | 1     |
| Atlético Tucumán Argentina  | 2.ª                 | 2014                | 20    | 0     | -             | -             | -                  | -                  | 20    | 0     |
| Atlético Tucumán Argentina  | 2.ª                 | 2015                | 39    | 1     | 1             | 0             | -                  | -                  | 40    | 1     |
| Atlético Tucumán Argentina  | 1.ª                 | 2016                | 16    | 0     | -             | -             | -                  | -                  | 16    | 0     |
| Atlético Tucumán Argentina  | 1.ª                 | 2016/17             | 26    | 0     | 2             | 0             | 11                 | 1                  | 39    | 1     |
| Atlético Tucumán Argentina  | 1.ª                 | 2018/19             | 20    | 1     | 6             | 1             | 3                  | 0                  | 29    | 2     |
| Atlético Tucumán Argentina  | 1.ª                 | 2019/20             | 15    | 1     | -             | -             | -                  | -                  | 15    | 1     |
| Atlético Tucumán Argentina  | 1.ª                 | 2022                | 25    | 0     | 12            | 1             | -                  | -                  | 37    | 1     |
| Atlético Tucumán Argentina  | 1.ª                 | 2023                | 23    | 0     | 13            | 0             | -                  | -                  | 36    | 0     |
| Atlético Tucumán Argentina  | Total               | Total               | 220   | 4     | 34            | 2             | 14                 | 1                  | 268   | 7     |
| Newell's Argentina          | 1.ª                 | 2017/18             | 19    | 1     | 1             | 0             | 1                  | 0                  | 21    | 1     |
| Newell's Argentina          | Total               | Total               | 19    | 1     | 1             | 0             | 1                  | 0                  | 21    | 1     |
| Colón Argentina             | 1.ª                 | 2019/20             | 2     | 0     | 1             | 0             | -                  | -                  | 3     | 0     |
| Colón Argentina             | 1.ª                 | 20                  | -     | -     | 12            | 0             | -                  | -                  | 12    | 0     |
| Colón Argentina             | 1.ª                 | 2021                | 13    | 0     | 5             | 1             | -                  | -                  | 18    | 1     |
| Colón Argentina             | Total               | Total               | 15    | 0     | 18            | 1             | -                  | -                  | 33    | 1     |
| Independiente (M) Argentina | 1.ª                 | 2024                | 12    | 0     | 9             | 1             | -                  | -                  | 21    | 1     |
| Independiente (M) Argentina | Total               | Total               | 12    | 0     | 9             | 1             | -                  | -                  | 21    | 1     |
| Total en su carrera         | Total en su carrera | Total en su carrera | 404   | 10    | 62            | 4             | 21                 | 1                  | 487   | 15    |

## Palmarés

### Tïtulos nacionales
| Título                      | Club                    | País      | Año  |
| --------------------------- | ----------------------- | --------- | ---- |
| Torneo Apertura             | Estudiantes de La Plata | Argentina | 2006 |
| Campeonato Descentralizado  | Universidad San Martín  | Perú      | 2008 |
| Torneo Argentino A          | Douglas Haig            | Argentina | 2012 |
| Primera B Nacional          | Atlético Tucumán        | Argentina | 2015 |
| Copa de la Liga Profesional | Colón de Santa Fe       | Argentina | 2021 |